# Strada Republicii din Brașov
Strada Republicii (mai demult Strada Porții) este o stradă pietonală din zona comercială a  centrului istoric al Brașovului.

## Istoric

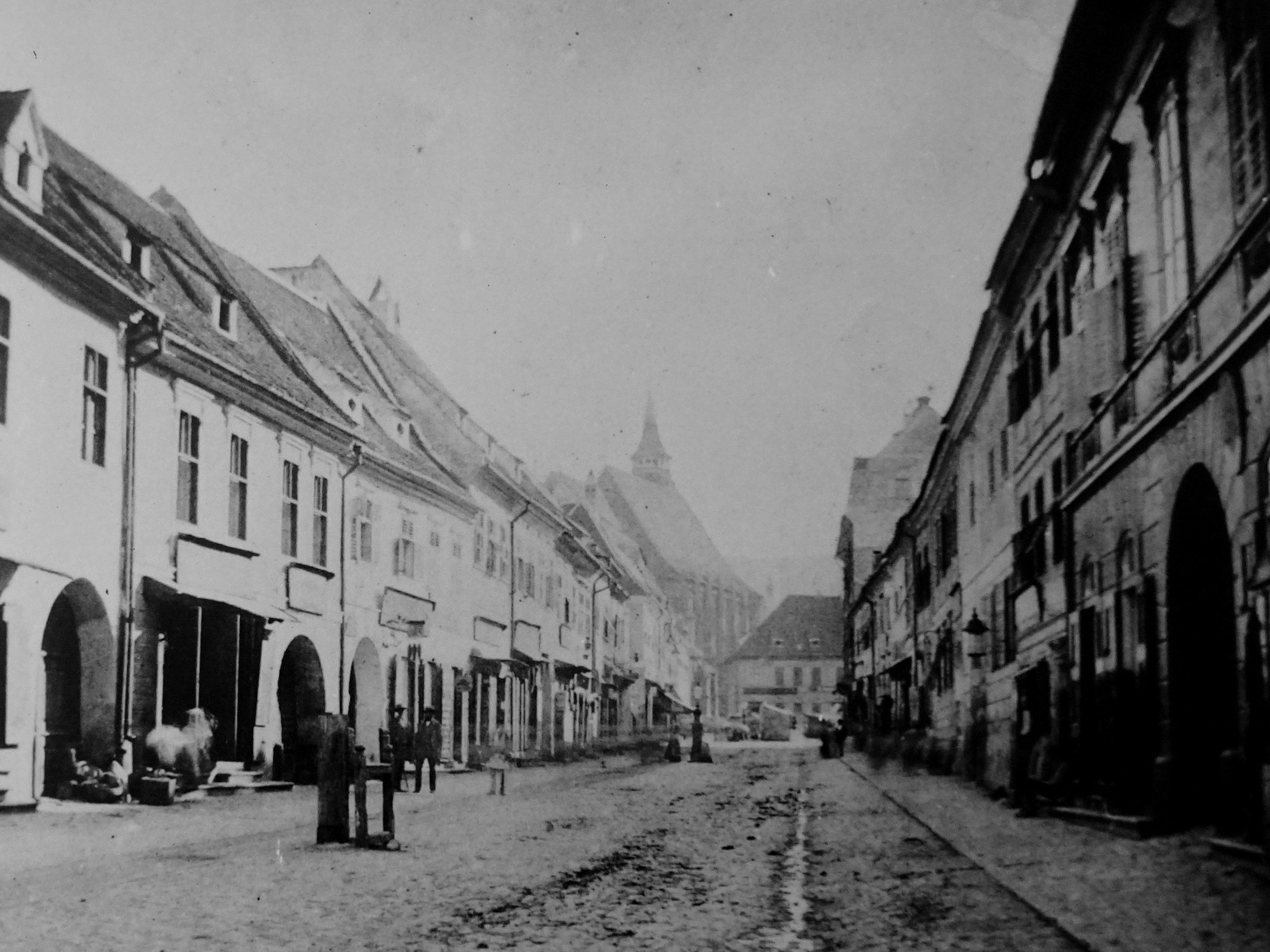
Strada Porții (Republicii) în anul 1861

În evul mediu strada respectivă era numită Ulița Căldărarilor, pe această stradă fiind  grupați în majoritate membrii breslei căldărarilor. Strada era străbatută de un canal acoperit care servea la salubrizare, iar în capătul ei se afla una dintre cele mai vechi porți ale cetății, Poarta Principală, prin care se făcea legătura cu Blumăna din afara zidurilor  Cetății.
De la această poartă provine și denumirea modernă a străzii: Purzengasse (strada Porții). Turnul porții era prevăzut cu ceas mare împodobit cu fresce frumoase, care permitea meșterilor să-și potrivească cât mai exact timpul diverselor operațiuni de prelucrare a mărfurilor. 
Casele de pe această stradă aveau ziduri masive si obloane solide din tablă și lemn pentru a putea rezista unui eventual atac în cazul în care dușmanii ar fi trecut de poartă.
Ulița Căldărarilor a fost cel mai căutat vad comercial din Brașov, acolo găsindu-se o mulțime de ateliere ale meșteșugarilor brașoveni.
Strada a mai păstrat ceva din aspectul medieval, deși incendiul din anul 1689 a distrus o mare parte din casele ridicate de primii germani stabiliți aici. Totuși, prin unele locuri, se mai pot găsi case vechi de câteva sute de ani. Majoritatea au fost însă reconstruite în stil baroc provincial, cu linii simple, asemănătoare caselor din Germania sau Austria.

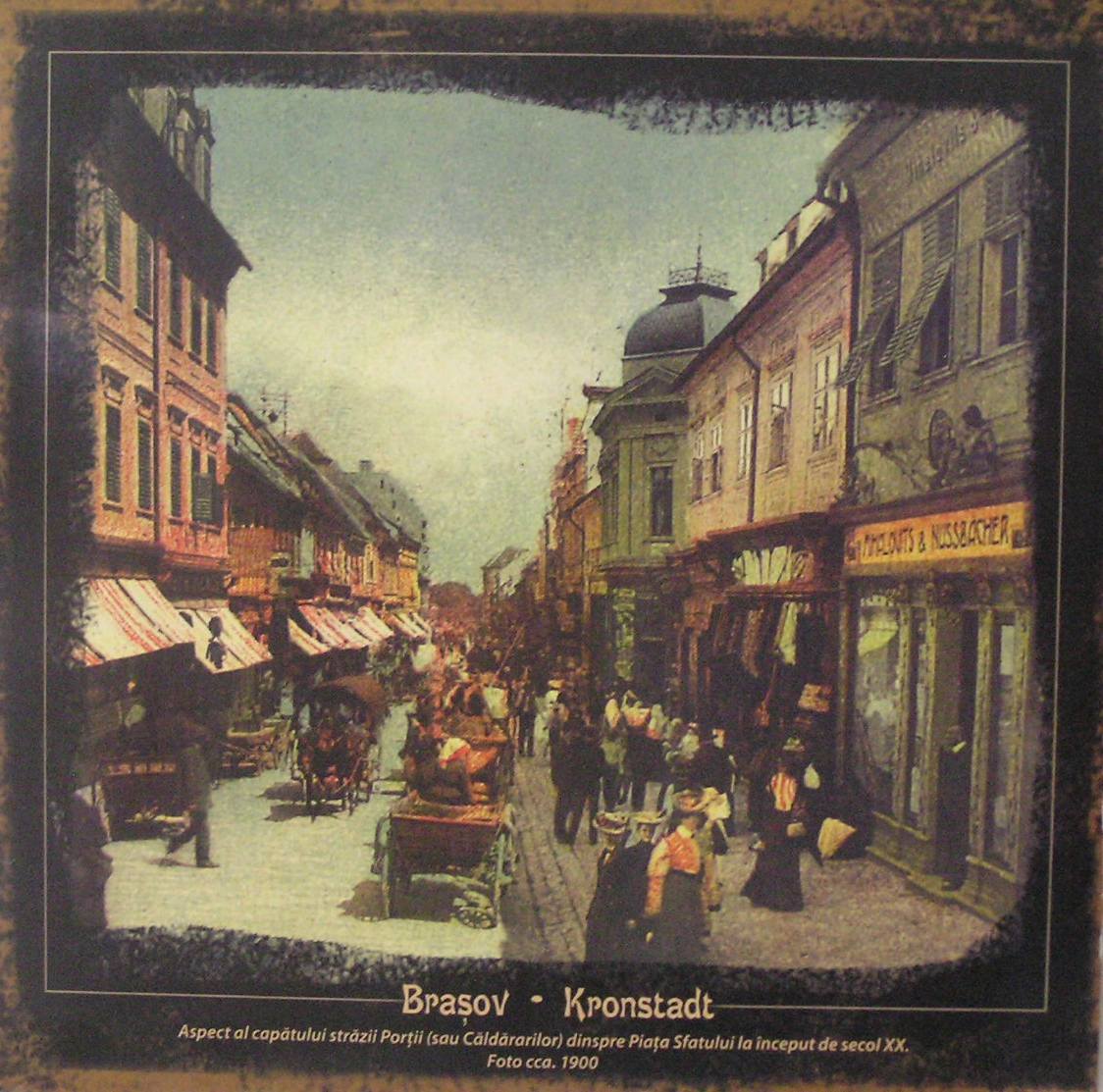
Strada Republicii (cca 1900)

Una dintre casele cele mai vechi este Casa Jekelius de la intersecția străzii Republicii cu strada Michael Weiss, clădire declarată astăzi monument istoric (cod LMI BV-II-m-A-11540).
Casa Jekelius este una dintre puținele case care a supraviețuit nevătămată incendiului din 1689. În anul 1848, Ferdinand Jekelius și-a fondat aici farmacia care a funcționat timp de un secol.
Casa a fost construită în centrul orașului în secolul al XVI-lea, pe locul unei foste mănăstiri cisterciene, în mai multe etape, cu elemente renascentiste și baroce, având o structură modernă și rezistentă pentru epoca respectivă. Ca urmare clădirea nu a fost deteriorată de incendii și cutremure. La fel cu alte clădiri din epoca respectivă, casa are pereți masivi, ferestre mici și puține decoruri exterioare. Zidurile sale sunt întărite de patru contraforturi, unul pe colțul clădirii și trei pe strada Michael Weiss.
O altă clădire istorică tot de la intersecția străzii Porții (Republicii) cu strada Michael Weiss este cea în care a funcționat Banca Națională Săsească, una din primele unități bancare atât din Brașov cât și din Transilvania, clădire declarată de asemenea monument istoric (cod LMI BV-II-m-A-11595).
La fel ca și strada Vămii (în prezent Mureșenilor), strada Porții era mărginită de vitrinele prăvăliilor care se țineau lanț pe toată lungimea ei, tot aici găsindu-se și hotelul Coroana cu celebra cafenea, considerată „Capșa Brașovului”.
Ulterior strada a purtat pentru o scurtă perioadă și numele Regele Carol II, iar acum e strada Republicii.

## Galerie imagini

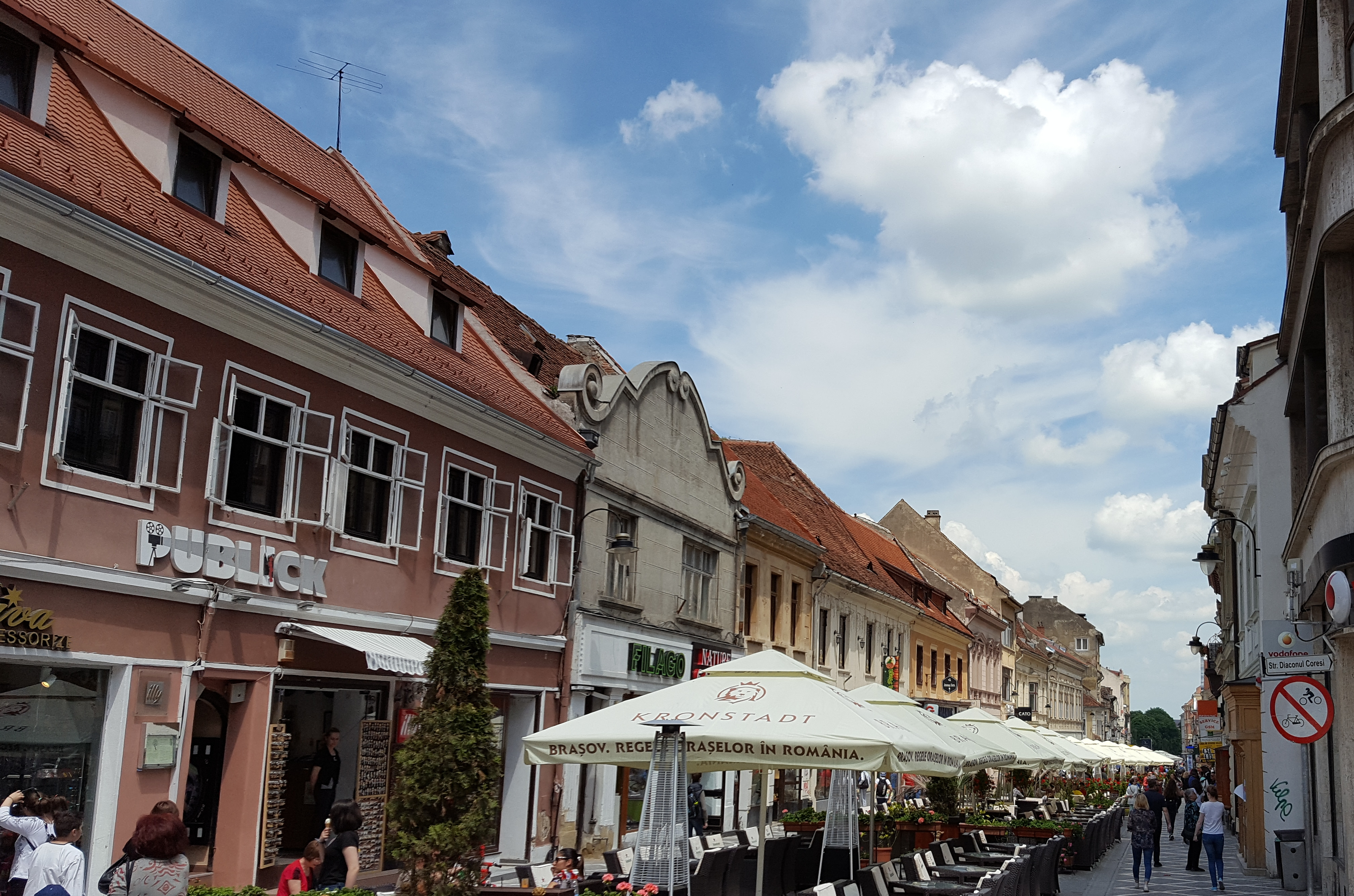
Strada Republicii
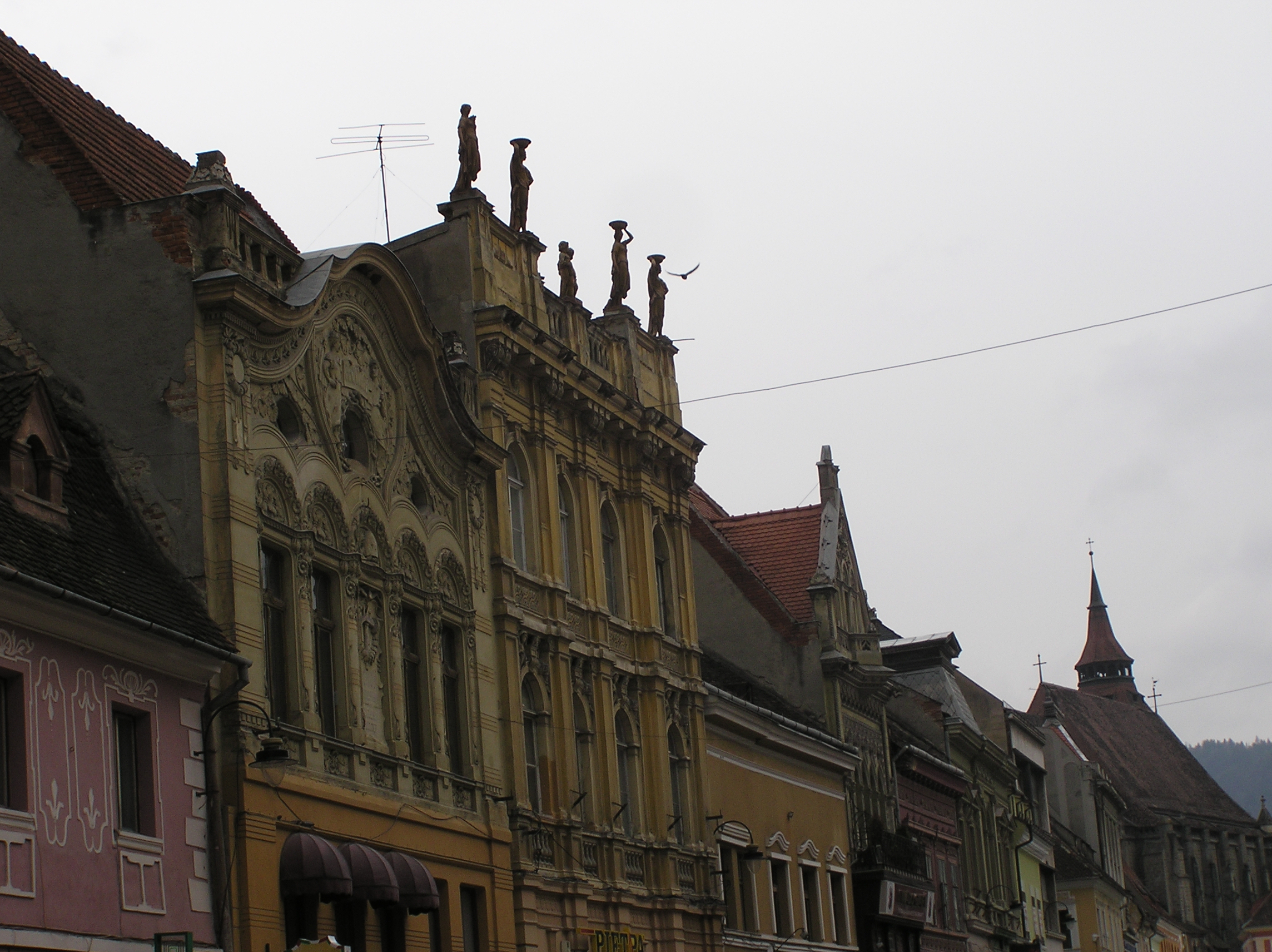
Arhitectura caselor de pe Str. Republicii
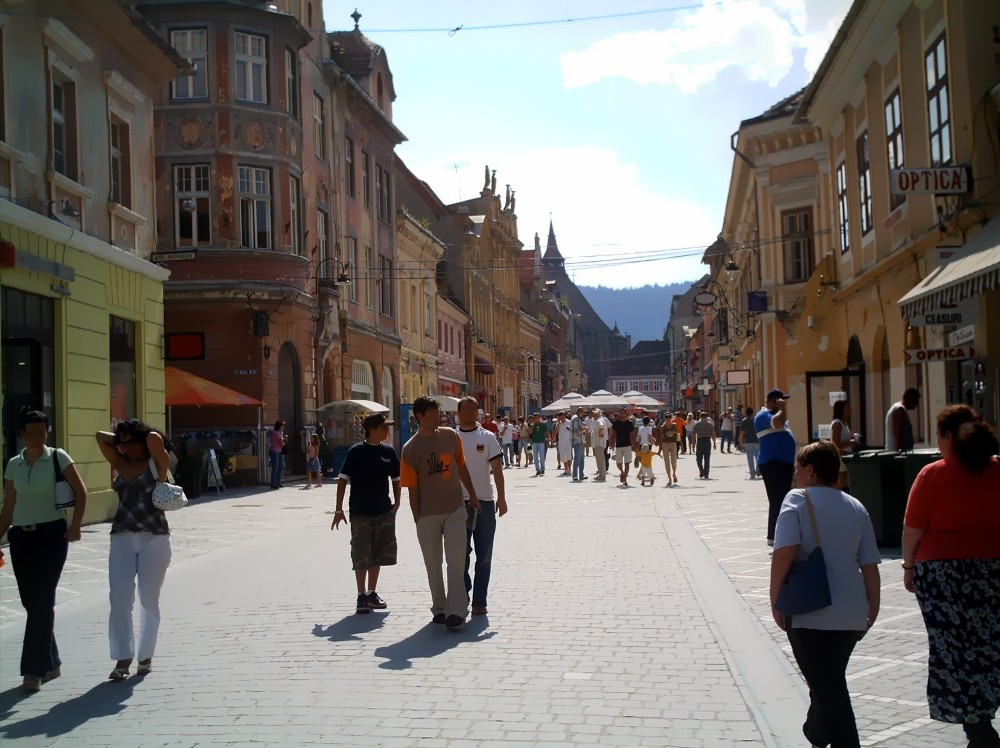
Str. Republicii, vedere spre Piața Sfatului
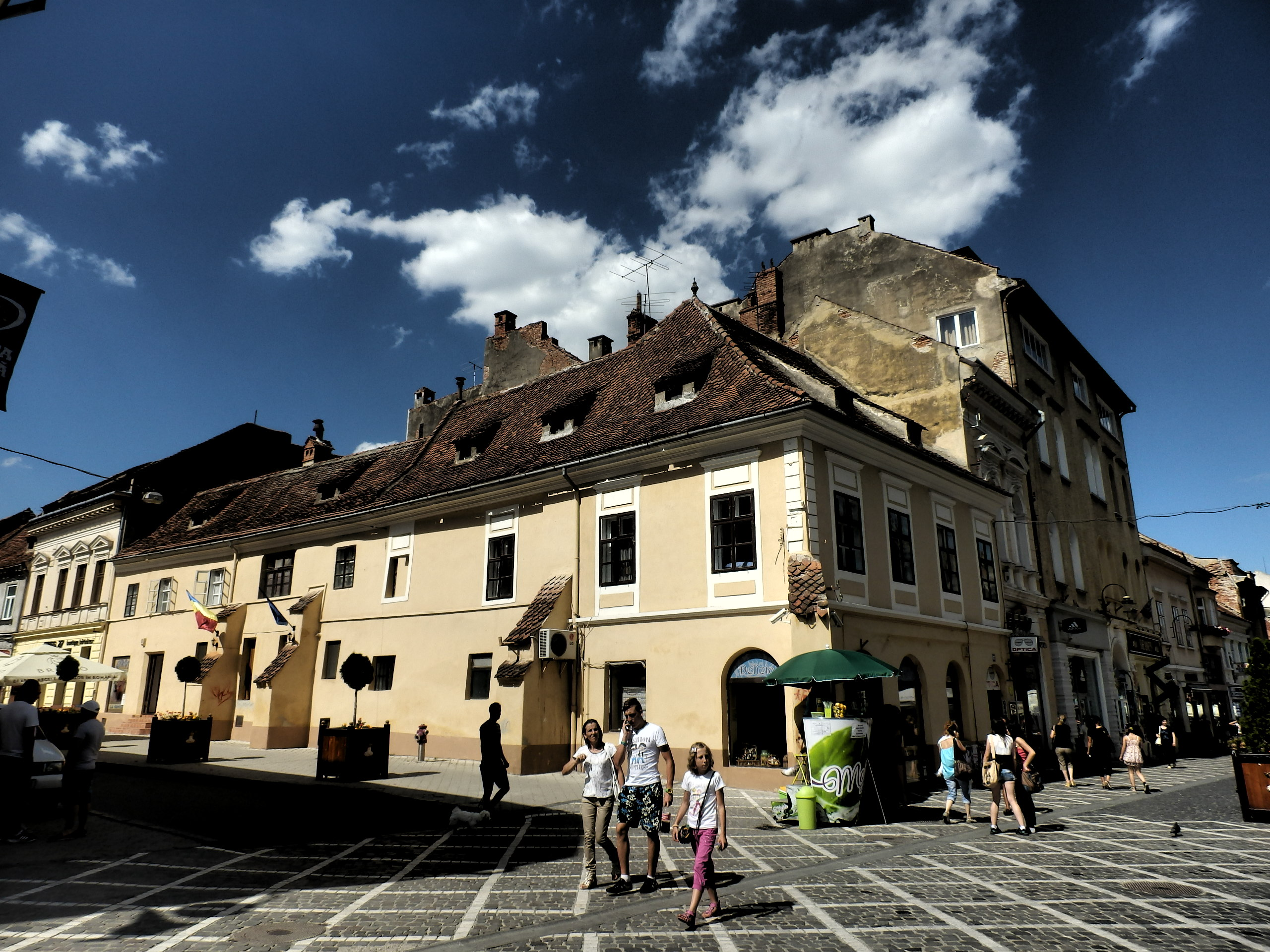
Casa Jekelius
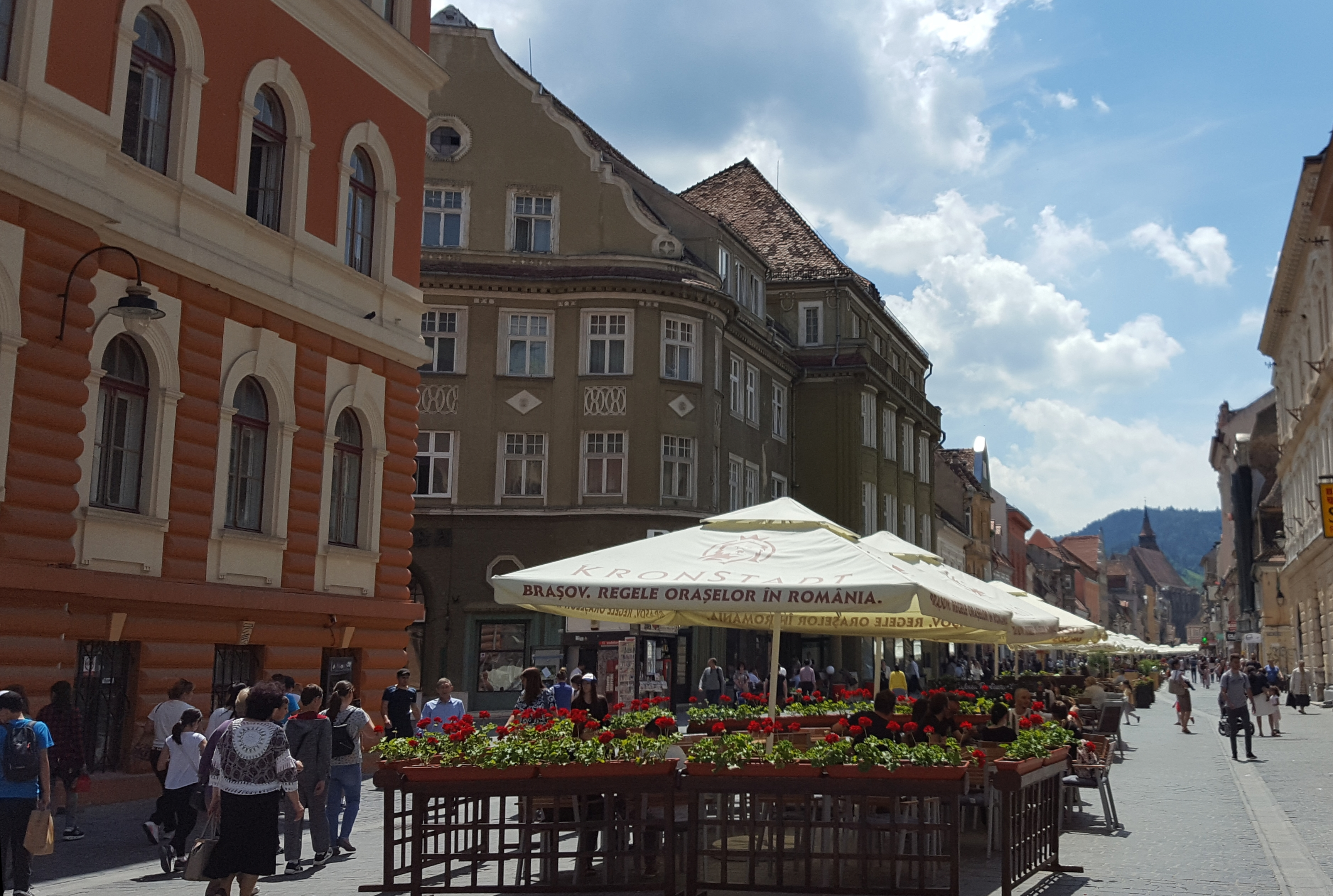
Str. Republicii cu Hotelul Coroana
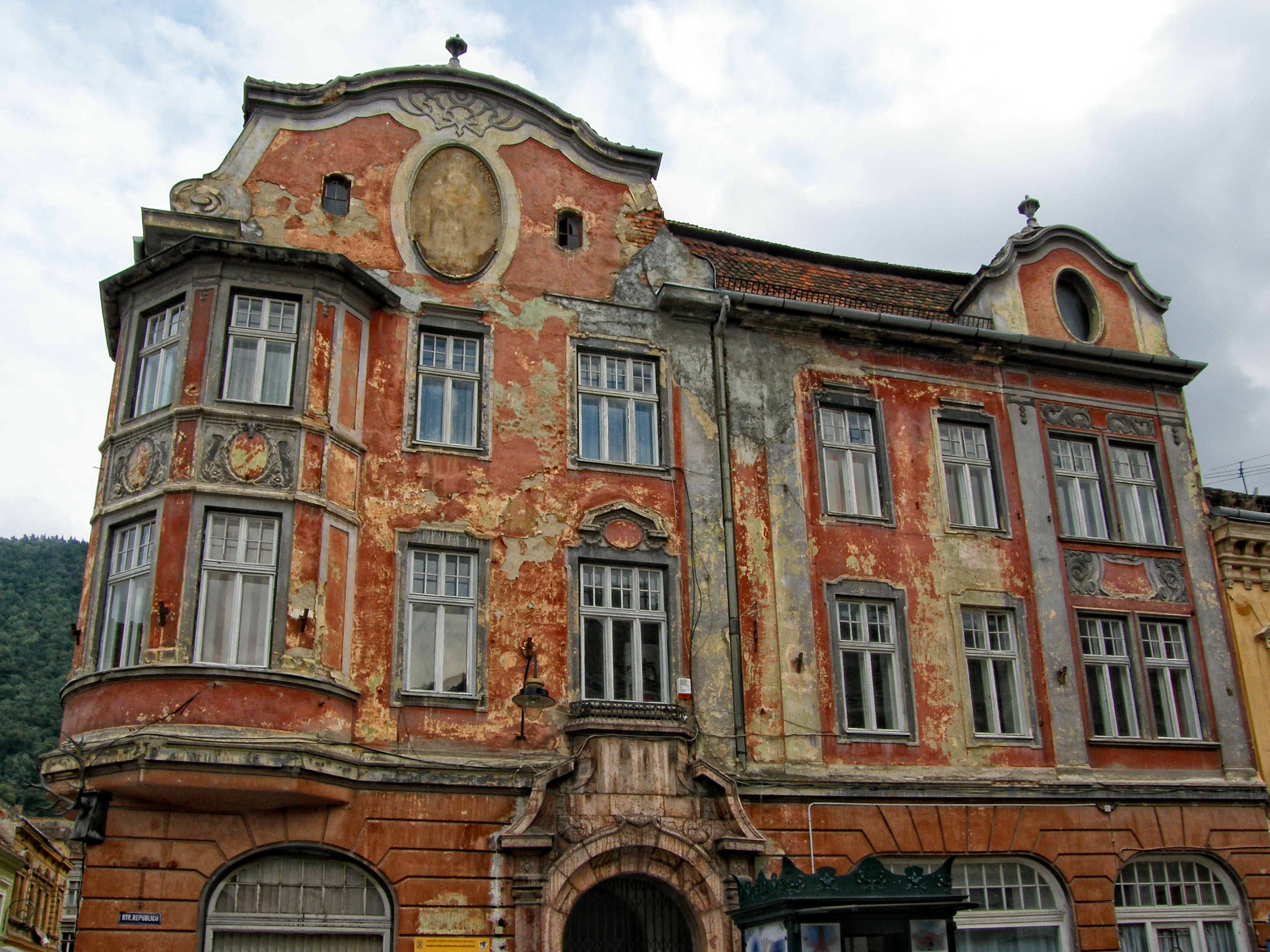
Clădirea în care a funcţionat Banca Naţională Săsească
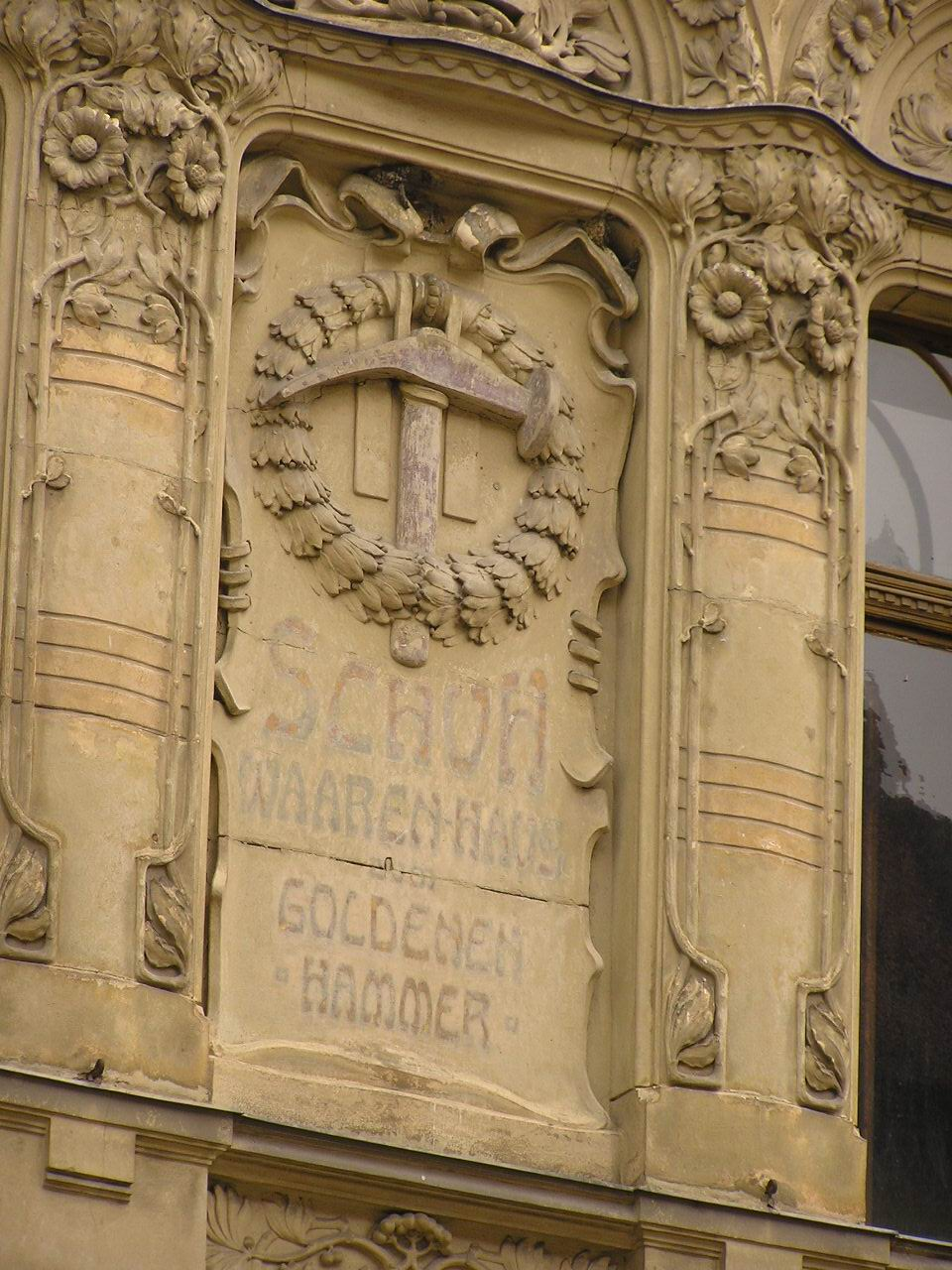
Detaliu de fațadă din Strada Republicii